# Lecomtedoxa
Genre
Lecomtedoxa est un genre de plantes à fleurs de la famille des Sapotaceae. Ce sont des arbres originaires du d'Afrique tropicale.

## Liste d'espèces
Selon Catalogue of Life (7 octobre 2017) :
- Lecomtedoxa biraudii Aubrév. & Pellegr.
- Lecomtedoxa heitzana (A.Chev.) Aubrév.
- Lecomtedoxa klaineana (Pierre ex Engl.) Pierre ex Dubard
- Lecomtedoxa nogo (A.Chev.) Aubrév.
- Lecomtedoxa plumosa Burgt
- Lecomtedoxa saint-aubinii Aubrév. & Pellegr.

Selon NCBI (7 octobre 2017) :
- Lecomtedoxa klaineana

Selon The Plant List (7 octobre 2017) :
- Lecomtedoxa biraudii Aubrév. & Pellegr.
- Lecomtedoxa heitzana (A.Chev.) Aubrév.
- Lecomtedoxa klaineana (Pierre ex Engl.) Pierre ex Dubard
- Lecomtedoxa nogo (A.Chev.) Aubrév.
- Lecomtedoxa plumosa Burgt
- Lecomtedoxa saint-aubinii Aubrév. & Pellegr.

Selon Tropicos (7 octobre 2017) (Attention liste brute contenant possiblement des synonymes) :
- Lecomtedoxa biraudi Aubrév. & Pellegr.
- Lecomtedoxa clitandrifolia (A. Chev.) Baehni
- Lecomtedoxa heitzana (A. Chev.) Aubrév.
- Lecomtedoxa henriquesii (Engl. & Warb.) A. Meeuse
- Lecomtedoxa klaineana (Pierre ex Engl.) Pierre ex Dubard
- Lecomtedoxa nogo (A. Chev.) Aubrév.
- Lecomtedoxa ogouensis Pierre ex Dubard
- Lecomtedoxa plumosa Burgt
- Lecomtedoxa saint-aubinii Aubrév. & Pellegr.
- Lecomtedoxa vazii Dubard